# 宣王 (斉)

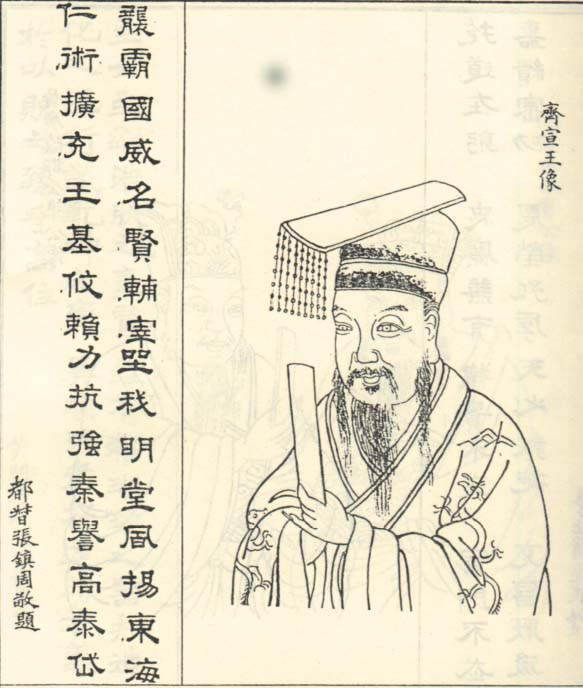
宣王

宣王（せんおう、? - 紀元前301年）は、中国の田斉の第5代の君主（在位：紀元前319年 - 紀元前301年）。姓は嬀、氏は田、諱は辟彊。学問を奨励して諸国から学者を集め（稷下の学士）、商工業を糧に富国に成功している。また、孟子の献策で燕を制圧したことがあったが、これは失敗に終わっている。父の威王と並び名君とされ、弟の靖郭君田嬰とその子の孟嘗君を重用して覇権を握り続け、西方の雄秦と2大大国時代を現出させた。

## 戦国策の記述
紀元前342年、韓の南梁が魏に伐たれた際、韓は斉に救いを求めてきた。宣王は、重臣たちを召して謀った。
宣王、「すぐ救うか、ゆるゆる救うか、どちらが好都合だろう」
張丏、「ゆるゆる救えば、韓は挫けて魏に降りましょう。すぐ救うに越したことはありません」と言ったが、
田忌、「それはいけません。そもそも、韓・魏両軍が疲れぬうちに救いに出れば、こちらが韓にかわって魏に攻められ、逆に韓に指図を仰ぐことになるでしょう。そのうえ、由来、魏には、韓を破ろうという宿志があります。韓は、滅びるとみれば、かならず東のかた斉に訴えてまいりましょう。そこで、密かに韓と親交を結び、そしてゆるゆる魏の疲れに乗ずる、というようになされば、お国は重みを加え、利を得られ、お名は尊ばれることとなりましょう」と言う。
宣王は、「なるほど」と納得し、韓の使者に承知の旨を告げて帰した。韓は、斉はこっちのものと一人合点し、5度戦ったが5度とも敗れ、斉に訴えてきた。そこで斉は軍旅を催して魏を討ち、馬陵で散々に打ち破った。
魏は敗れ、韓は弱まり、韓・魏の国君は田嬰のとりもちで、北面して宣王に朝貢した。
ところで、靖郭君は兒説をよく待遇した。食客や孟嘗君が諌めたが、「我が家の財を散じても貎辯（兒説）先生を厚遇するぞ」と激怒し、最上の礼を以って厚遇した。威王が崩御し宣王が立ったが、宣王は大いに靖郭君を嫌い抜いており、靖郭君もそれがわかっていて封邑の薛に去った。それからしばらくして、兒説は暇をもらい、宣王に拝謁しに行かせてほしいと言い出した。靖郭君は兒説がなにしたいかを理解し、
「王はいたって私がお嫌いだ。あなたが行けば、命を落とされるのは必定です」と言うが、
兒説、「わかっております、是非行かせて下さい」といい、振り切って行ってしまった。
兒説が宣王に拝謁すると、
宣王、「あなたは、靖郭君のお気に入りで、何事も重用されておるのだろう」と。
兒説、「確かに私は靖郭君に気に入られておりますが、何事も聞き入れられたということはございません。王が太子の頃このようなことがございました。私は靖郭君に
『太子は不尽の相、頤が大きすぎますし、豕のように盗み見なさいます。このような人物は道に背いたことをするもの。太子を廃されて、あらためて衛姫の嬰児の郊師さまをお立てになるに越したことはございません』
と申し上げますと、泣いて仰せになりました。
『それはできない。私には忍びない』
と。もしこのとき私の言葉を聞きいれておいでになれば、今日のご心配は無かったに違いありません。これがその一つ。薛にお越しになると、楚の昭陽は、数倍の土地を薛と交換しましょうと申し入れてまいりました。手前は、
『お受けなされよ』
と申し上げますと、靖郭君は
『薛はご先代から拝領したもの。今の王にお憎しみを被っておろうと、この私として、ご先代に申し訳が立とうか。しかも、ご先代の霊廟が薛にはある。私として、どうして、楚にご先代の霊廟をやれよう』
と仰せられ、これまた手前の言葉を聞きいれようとはなさいませんでした。これがその二つでございます」
宣王は大息し、
「靖郭君が私を思ってくれていたとは。私は若年で、一向に気づかなかった。一つ私のために、靖郭君を来させるよう、骨を折ってはくれないか」と言い、
兒説、「かしこまりました」と答えた。
威王の衣冠をつけ、その剣を帯びて靖郭君は赴き、宣王は郊外まで出迎え、亡き父に生き写しの靖郭君をみて、涙を流した。靖郭君に宰相になるよう請うたが、靖郭君は辞退した。しかし、結局やむをえず宰相の印を授かった靖郭君であるが、7日ほどして病と称し、辞任しようとした。宣王は許さなかったが、3日目に聞きいれた。
また、宣王はよく学を奨励し、稷下の賑わいは威王の頃同様天下に轟き、有志の士や学者が斉に集まった。孟子も厚遇し、その助言で燕を制圧したこともあった。しかし、この燕制圧策は結果的には失敗し、燕に大きな恨みを植えつけることとなった。靖郭君死後、その子の孟嘗君を宰相にすえ、斉の国を充実させ、国力を高めた。